# Calder Memorial Trophy

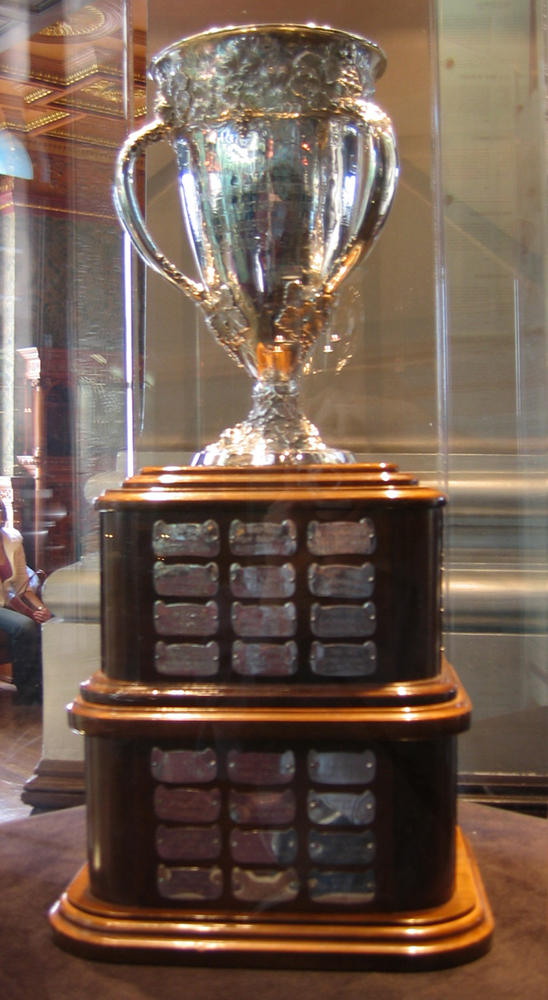
Calder Memorial Trophy

De Calder Memorial Trophy wordt ieder jaar aan het einde van het seizoen uitgereikt aan de beste rookie in de National Hockey League. De trofee is vernoemd naar oud-ijshockeyer Frank Calder (1877-1943) en wordt sinds 1937 uitgereikt. Sinds de dood van Calder in 1943, heet de prijs de Calder Memorial Trophy.
Aangezien de prijs maar één keer aan een speler uitgereikt kan worden, zijn er geen recordhouders. Wel is het frappant dat Wayne Gretzky nooit de Calder Memorial Trophy gewonnen heeft, omdat zijn rookieseizoen het laatste seizoen van de World Hockey Association was. Aangezien in het seizoen 2004/05 geen wedstrijd gespeeld is, werden de rookies van dat seizoen doorgeschoven naar de Calder Memorial Trophy van het seizoen 2005/06.

## Winnaars
| Seizoen | Winnaar                   | Leeftijd | Team                  | Points      | Positie |
| ------- | ------------------------- | -------- | --------------------- | ----------- | ------- |
| 2018    | Mathew Barzal             | 21       | New York Islanders    | 85          | C       |
| 2017    | Auston Matthews           | 19       | Toronto Maple Leafs   | 69          | C       |
| 2016    | Artemi Panarin            | 24       | Chicago Blackhawks    | 77          | LW      |
| 2015    | Aaron Ekblad              | 18       | Florida Panthers      | 39          | D       |
| 2014    | Nathan MacKinnon          | 18       | Colorado Avalanche    | 63          | C       |
| 2013    | Jonathan Huberdeau        | 19       | Florida Panthers      | 31          | C       |
| 2012    | Gabriel Landeskog         | 19       | Colorado Avalanche    | 52          | LW      |
| 2011    | Jeff Skinner              | 18       | Carolina Hurricanes   | 63          | RW      |
| 2010    | Tyler Myers               | 19       | Buffalo Sabres        | 48          | D       |
| 2009    | Steve Mason               | 20       | Columbus Blue Jackets | 0           | G       |
| 2008    | Patrick Kane              | 19       | Chicago Blackhawks    | 72          | RW      |
| 2007    | Evgeni Malkin             | 20       | Pittsburgh Penguins   | 85          | C       |
| 2006    | Alexander Ovechkin        | 20       | Washington Capitals   | 106         | LW      |
| 2005    | Geen winnaar door staking |          |                       |             |         |
| 2004    | Andrew Raycroft           | 23       | Boston Bruins         | 2           | G       |
| 2003    | Barret Jackman            | 21       | St. Louis Blues       | 19          | D       |
| 2002    | Dany Heatley              | 21       | Atlanta Thrashers     | 67          | RW      |
| 2001    | Evgeni Nabokov            | 25       | San Jose Sharks       | 2           | G       |
| 2000    | Scott Gomez               | 20       | New Jersey Devils     | 70          | C       |
| 1999    | Chris Drury               | 22       | Colorado Avalanche    | 44          | C       |
| 1998    | Sergei Samsonov           | 19       | Boston Bruins         | 47          | LW      |
| 1997    | Bryan Berard              | 19       | New York Islanders    | 48          | D       |
| 1996    | Daniel Alfredsson         | 23       | Ottawa Senators       | 61          | RW      |
| 1995    | Peter Forsberg            | 21       | Québec Nordiques      | 50          | C       |
| 1994    | Martin Brodeur            | 21       | New Jersey Devils     | 0           | G       |
| 1993    | Teemu Selänne             | 22       | Winnipeg Jets         | 132         | RW      |
| 1992    | Pavel Bure                | 20       | Vancouver Canucks     | 60          | RW      |
| 1991    | Ed Belfour                | 25       | Chicago Blackhawks    | 3           | G       |
| 1990    | Sergej Makarov            | 31       | Calgary Flames        | 86          | RW      |
| 1989    | Brian Leetch              | 20       | New York Rangers      | 71          | D       |
| 1988    | Joe Nieuwendyk            | 21       | Calgary Flames        | 92          | C       |
| 1987    | Luc Robitaille            | 20       | Los Angeles Kings     | 84          | LW      |
| 1986    | Gary Suter                | 21       | Calgary Flames        | 68          | D       |
| 1985    | Mario Lemieux             | 19       | Pittsburgh Penguins   | 100         | C       |
| 1984    | Tom Barrasso              | 18       | Buffalo Sabres        | 2           | G       |
| 1983    | Steve Larmer              | 21       | Chicago Blackhawks    | 90          | RW      |
| 1982    | Dale Hawerchuk            | 18       | Winnipeg Jets         | 103         | C       |
| 1981    | Peter Stastny             | 24       | Quebec Nordiques      | 109         | C       |
| 1980    | Ray Bourque               | 19       | Boston Bruins         | 65          | D       |
| 1979    | Bobby Smith               | 20       | Minnesota North Stars | 74          | C       |
| 1978    | Mike Bossy                | 21       | New York Islanders    | 91          | RW      |
| 1977    | Willi Plet                | 21       | Atlanta Flames        | 56          | RW      |
| 1976    | Bryan Trottier            | 19       | New York Islanders    | 95          | C       |
| 1975    | Eric Vail                 | 21       | Atlanta Flames        | 60          | LW      |
| 1974    | Denis Potvin              | 20       | New York Islanders    | 54          | D       |
| 1973    | Steve Vickers             | 21       | New York Rangers      | 53          | LW      |
| 1972    | Ken Dryden                | 24       | Montreal Canadiens    | 3           | G       |
| 1971    | Gilbert Perreault         | 20       | Buffalo Sabres        | 72          | C       |
| 1970    | Tony Esposito             | 26       | Chicago Blackhawks    | 2           | G       |
| 1969    | Danny Grant               | 22       | Minnesota North Stars | 65          | LW      |
| 1968    | Derek Sanderson           | 21       | Boston Bruins         | 49          | C       |
| 1967    | Bobby Orr                 | 18       | Boston Bruins         | 41          | D       |
| 1966    | Brit Selby                | 20       | Toronto Maple Leafs   | 27          | LW      |
| 1965    | Roger Crozier             | 22       | Detroit Red Wings     | 40-22 (W-L) | G       |
| 1964    | Jacques Laperriere        | 22       | Montreal Canadiens    | 30          | D       |
| 1963    | Kent Douglas              | 26       | Toronto Maple Leafs   | 22          | D       |
| 1962    | Bobby Rousseau            | 21       | Montreal Canadiens    | 45          | RW      |
| 1961    | Dave Keon                 | 20       | Toronto Maple Leafs   | 45          | C       |
| 1960    | Bill Hay                  | 24       | Chicago Blackhawks    | 55          | C       |
| 1959    | Ralph Backstrom           | 21       | Montreal Canadiens    | 40          | C       |
| 1958    | Frank Mahovlich           | 20       | Toronto Maple Leafs   | 36          | LW      |
| 1957    | Larry Reagan              | 26       | Boston Bruins         | 33          | RW      |
| 1956    | Glenn Hall                | 24       | Detroit Red Wings     | 30-24 (W-L) | G       |
| 1955    | Ed Litzenberger           | 22       | MTL & CBH             | 51          | RW      |
| 1954    | Camille Henry             | 21       | New York Rangers      | 39          | LW      |

## Clubs met beste rookies
| Club                    | Aantal x gewonnen |
| ----------------------- | ----------------- |
| Toronto Maple Leafs     | 10                |
| New York Rangers        | 8                 |
| Boston Bruins           | 8                 |
| Chicago Blackhawks      | 7                 |
| Montreal Canadiens      | 6                 |
| New York Islanders      | 5                 |
| Detroit Red Wings       | 4                 |
| Buffalo Sabres          | 3                 |
| Calgary Flames          | 3                 |
| Atlanta Flames/Trashers | 3                 |
| Colorado Avalanche      | 3                 |
| Minnesota North Stars   | 2                 |
| Quebec Nordiques        | 2                 |
| Winnipeg Jets           | 2                 |
| New Jersey Devils       | 2                 |
| Pittsburgh Penguins     | 2                 |
| Florida Panthers        | 2                 |
| Los Angeles Kings       | 1                 |
| Vancouver Canucks       | 1                 |
| Ottawa Senators         | 1                 |
| San Jose Sharks         | 1                 |
| St. Louis Blues         | 1                 |
| Washington Capitals     | 1                 |
| Columbus Blue Jackets   | 1                 |
| Carolina Hurricanes     | 1                 |

(update tot en met 2018)

Eastern Conference
Western Conference
Stanley Cup · Clarence S. Campbell Bowl · Prince of Wales Trophy · Presidents' Trophy · Hart Memorial Trophy · Lester B. Pearson Award · Conn Smythe Trophy · Art Ross Memorial Trophy · Maurice Richard Trophy · Calder Memorial Trophy · James Norris Memorial Trophy · Frank J. Selke Trophy · NHL plus/minus Award · Bill Masterton Memorial Trophy · Lady Byng Memorial Trophy · King Clancy Memorial Trophy · Mark Messier Leadership Award · Vezina Trophy · Roger Crozier Saving Grace Award · William M. Jennings Trophy · Jack Adams Award · Lester Patrick Trophy